# ロニー・バックナム
ロニー・バックナム（Ronnie Bucknum、1936年8月5日 - 1992年4月14日）は、アメリカ人のレーシングドライバー。

## 経歴
1957年より、スポーツカーでレース活動を開始。地元では48戦44勝と圧倒的な強さを見せていた。1964年には第2回日本グランプリのGT-Iクラスで優勝した経験もある。

### F1

#### 1964年
この年よりF1に参戦することとなったホンダチームのドライバーに抜擢される。第6戦ドイツGPで初参戦するが、チームの不慣れやマシンの欠陥から、まともに走れないまま予選を終了する事態となった。何とか特別な計らいでマシンを決勝グリッドに並べたバックナムは、最後尾の22位から追い上げ、一時は9位まで浮上。しかし、残り3周でナックルアームの金属疲労からクラッシュ、13位に終わった。
第7戦を欠場し挑んだ第8戦イタリアGPでは、エンジンパワーを生かし、一時5位まで浮上したが、オーバーヒートおよびブレーキトラブルでリタイヤ。そして第9戦アメリカGPでも、オーバーヒートからリタイヤ。デビュー戦はリザルト上完走扱いとなったものの、1レースも走り切ることが出来なかった。

#### 1965年
1965年よりチームは、経験豊富なリッチー・ギンサーとも契約。当初の予定では、チームはギンサーにマシンの熟成を任せ、エースドライバーにはバックナムを起用する筈だったが、中村良夫が監督を降ろされたことで予定は変更。ギンサーはNo.1意識を持ち出し、開幕前のテストでバックナムに殆ど走らせない事態が発生。また中盤の2戦では、ギンサーのマシンに集中する目的で、バックナムにマシンが用意されないなど、バックナムにとっては不満の残る展開となった。
第8戦よりバックナムにも再びマシンが与えられたが、ギンサー偏重主義は変わらなかった。最終戦メキシコGPでは、予選で4位相当のタイムを出したにもかかわらず、No.1ドライバーとしての権利を主張するギンサーにマシンの交換を要求されたため（当時は予選中でもマシンの交換が可能だった）、最終的に10番手からのスタートを余儀なくされた（予選順位はレースに出走する車で出したタイムで決定されるため）。
しかしそんな中でも、決勝では追い上げ5位に入賞。バックナムにとっては初の、そして唯一のポイント獲得だったが、このレースでギンサーがチームに初優勝をもたらした為、バックナムの入賞は埋もれる結果となった。

#### 1966年
1966年はチームの参戦が大きく遅れ、バックナムは2戦のみの出走となった。それぞれリタイヤ、8位に終わっている。
シーズン終了後、1967年よりホンダがジョン・サーティースを起用することが決定。バックナムはギンサー共々チームを離脱することとなった。ギンサーは他チームに移籍し翌年もF1参戦を続けたが、バックナムはそのままF1から引退することとなった。

### F1後
その後は地元アメリカにでレース活動を続けた。1969年はSSCAトランザム・シリーズで2勝を挙げるなど、チームのチャンピオンシップ獲得に貢献した。
また1966年から1971年まで、インディ500にも参戦している。
1968年には、ホンダチームの第1期最後の活動となったインディアナポリスのテストに参加したこともある。
晩年は糖尿病にかかり、闘病生活を送っていた。失明するなど症状は悪化し、1992年に56歳で死去した。

## エピソード
- 参戦開始当初、ホンダにはフィル・ヒル等実績のあるドライバーも候補に挙がっていたが、発言権が大きくなることを嫌い、あえてF1では全く実績の無いバックナムを起用した。
- ジェフ・クロスノフは小学校時代、バックナムの娘と同じクラスだった。その際、授業の中でヘルメットやレーシングスーツを目にし、レーサーへの思いをより強くしたという。
- 現在、息子のジェフ・バックナムもレーサーとなっている。

## レース戦績

### F1
| 年     | 所属チーム | シャシー | 1   | 2       | 3       | 4       | 5   | 6      | 7   | 8       | 9       | 10    | WDC       | ポイント |
| ------ | ---------- | -------- | --- | ------- | ------- | ------- | --- | ------ | --- | ------- | ------- | ----- | --------- | -------- |
| 1964年 | ホンダ     | RA271    | MON | NED     | BEL     | FRA     | GBR | GER 13 | AUT | ITA Ret | USA Ret | MEX   | NC (29位) | 0        |
| 1965年 | ホンダ     | RA272    | RSA | MON Ret | BEL Ret | FRA Ret | GBR | NED    | GER | ITA Ret | USA 13  | MEX 5 | 14位      | 2        |
| 1966年 | ホンダ     | RA273    | MON | BEL     | FRA     | GBR     | NED | GER    | ITA | USA Ret | MEX 8   |       | NC (22位) | 0        |

### ル・マン24時間レース
| 年     | チーム                                            | コ・ドライバー           | 使用車両             | クラス | 周回 | 総合順位 | クラス順位 |
| ------ | ------------------------------------------------- | ------------------------ | -------------------- | ------ | ---- | -------- | ---------- |
| 1966年 | ホールマン & ムーディ / エセックス ワイヤー Corp. | ディック・ハッチャーソン | フォード・GT40 Mk.II | P +5.0 | 348  | 3位      | 3位        |